# Stage Bright
『Stage Bright 〜A Cappella & Acoustic Live〜』（ステージ・ブライト　アカペラ&アコースティック・ライヴ）はスターダストレビュー4枚目のライブ・アルバム。
2014年3月26日にDVD付初回限定盤、ボーナスCD付通常盤の2形態で発売された。

## 収録曲

### CD
1. Charming
2. Thank You
3. 今夜こ・れ・か・ら
4. ダンスはいかが?
5. Spice of Life
6. WAKE UP! MY HEART
7. 故郷
8. マシュ･ケ･ナダ(MAS QUE NADA)
9. 木蘭の涙
10. What A Nite!
11. 月の輝く夜に
12. クレイジー・ラブ
13. Farewell Night
14. 夢伝説
15. 今夜だけきっと
16. 思い出はうたになった

### DVD（初回限定盤のみ：大阪フェスティバルホールライヴ映像）
1. ダンスはいかが?
2. Spice of Life
3. マシュ･ケ･ナダ(MAS QUE NADA)
4. Farewell Night
5. 今夜だけきっと

### BONUS CD（通常盤のみ）
ライブ中のトーク14編：約30分
1. もう一度確かめて
2. 季節を越えた
3. 何やったんだろう
4. 岡崎昌幸の「お・も・て・な・し」
5. VOH林の「じぇじぇじぇ」
6. 柿沼清史の「倍返し」
7. 君の全てが可笑しい
8. 寺田正美の「お・も・て・な・し」
9. 添田啓二の「じぇじぇじぇ」
10. 根本要の「今でしょ!」
11. エンドレスソング
12. これはカラーボール
13. ライブがこんなに短いはずがない
14. 気がつけばきみのことだよ
15. ブラックペッパーのたっぷりきいた私の作ったオニオンスライス
（2013年12月23日大阪・フェスティバルホール夜公演の完璧に間違えたVersion）
16. アカペラな夜（featuring 寺田正美）